# Ишукова, Татьяна Леонидовна
Татья́на Леони́довна Ишуко́ва (27.08.1937, Оренбург — 28.07.2011, Челябинск) — метеоролог, кандидат географических наук.

## Биография
Окончила с золотой медалью челябинскую школу № 1 имени Ф. Энгельса, в 1959 году с отличием Ленинградский гидрометеорологический институт, после чего работала синоптиком в Челябинском гидрометбюро. В 1964—1976 годах возглавляла отдел метеопрогнозов. Одна из создателей службы прогнозирования состояния загрязнения воздушного бассейна области с учётом техногенных нагрузок и метеорологических факторов. В 1992—1994 гг. — начальник Челябинского гидрометеорологического центра, с 1994 — главный синоптик. С 2000 года — радиокомментатор Челябинской ГТРК. Автор 17 научных публикаций. Награждена орденом Трудового Красного Знамени. Самая известная, согласно составленным в 2010 и 2011 годах рейтингам УрАГС, женщина Челябинской области.